# Your Love (canção de Nicki Minaj)
"Your Love" é uma canção da rapper norte-americana Nicki Minaj, para o seu primeiro álbum de estúdio Pink Friday. Inicialmente, a faixa foi disponibilizada na Internet como demo, que mais tarde vigorou na mixtape Barbie World em Janeiro, e a versão original foi lançada a 1 de Junho de 2010 como segundo single do disco. Foi escrita por Joseph Hughes, David Freeman, Onika Maraj e produzida por Andrew Wansel. A música contém demonstrações de "No More I Love You's" com base adicional, bateria e beats de hip-hop. 
A faixa recebeu críticas positivas pelos críticos contemporâneos, que complementaram a flexibilidade do estilo de música de Minaj, e do uso das demos de Lennox. Estreou na décima quarta posição da Billboard Hot 100, sétima na Hot R&B/Hip-Hop Songs e assumiu a liderança da Rap Songs por seis semanas consecutivas. A rapper tornou-se a primeira artista feminina a solo a chegar ao topo da Rap Songs desde de 2002.

## Fundo musical
A canção foi originalmente lançada na mixtape Barbie World em Janeiro de 2010 com letra diferente incluindo um pré-refrão com beats rápidos. A faixa acabou por ser mais misturada e sofreu alterações líricas para vigorar no álbum Pink Friday, lançada como segundo single. A artista disse numa entrevista à Hot 93.7, que "Foi uma das que saíram para a Internet e quando aconteceu fiquei deveras chateada porque eu gravei-a há dois anos. O resto vocês sabem, as pessoas começaram a gostar". Mais tarde, nas gravações do vídeo musical, Minaj disse que a canção que foi colocada na Internet não era a sua versão final, explicando:
| “ | Eu não estava mesmo nada a planear colocar a canção que saiu na rede. Mas um dia, alguém me disse que a música estava on-line. E eu estava como, "Nem pensar, nunca no mundo essa canção está disponível". Quando fui ouvir fiquei realmente aborrecida. Não estava terminada, nem mixada, não estava nada - Não a iria usar mesmo. Mas as rádios começaram a reproduzi-la" | ” |

Rap-Up revelou uma capa para o trabalho, incluindo Minaj no canto direito a sorrir, no entanto, a obra foi mudada por razões desconhecidas. A imagem oficial da capa do CD single inclui Nicki em versão animada, feita por uma fã, Asia Horton, que colocou no Twitter para Minaj ver.
Um remix não-oficial inclui o rapper Flo Rida, que adicionou o seu verso na canção a partir de demonstrações de Notorious B.I.G., os de Nicki permanecem iguais. O artista Sean Paul também fez o seu próprio remix.

## Desempenho nas tabelas musicais

### Posições
| Tabela musical (2010)                  | Melhor posição |
| -------------------------------------- | -------------- |
| Estados Unidos - Billboard Hot 100     | 14             |
| Estados Unidos - Hot R&B/Hip-Hop Songs | 4              |
| Estados Unidos - Pop Songs             | 24             |
| Estados Unidos - Rap Songs             | 1 (8x)         |
| Canadá - Canadian Hot 100              | 43             |
| Reino Unido - UK R&B Chart             | 26             |

### Tabela de Fim-de-ano
| Tabela musical (2010)              | Melhor posição |
| ---------------------------------- | -------------- |
| Estados Unidos - Billboard Hot 100 | 66             |
| Estados Unidos - Hot Rap Songs     | 9              |

## Histórico de lançamento
| País           | Data                   | Formato                 | Editora discográfica |
| -------------- | ---------------------- | ----------------------- | -------------------- |
| Estados Unidos | 18 de Maio de 2010     | Rádio urban e rhythmic. | Young Money          |
| Estados Unidos | 1 de Junho de 2010     | Download digital        | Young Money          |
| Estados Unidos | 15 de Junho de 2010    | Rádio mainstream        | Young Money          |
| Reino Unido    | 18 de Julho de 2010    | Download digital        | Island               |
| Reino Unido    | 20 de Setembro de 2010 | CD single               | Island               |